# فرانسیسکو کوستا
فرانسیسکو کوستا (انگلیسی: Pirri؛ زادهٔ ۱۰ نوامبر ۱۹۷۰) بازیکن سابق فوتبال اهل اسپانیا است که در پست هافبک بازی می‌کرد.